# Municipio de Jackson (condado de Edwards)
El municipio de Jackson (en inglés, Jackson Township) es un municipio del condado de Edwards, Kansas, Estados Unidos. Tiene una población estimada, a mediados de 2022, de 36 habitantes.
Abarca una zona exclusivamente rural.

## Geografía
Está ubicado en las coordenadas 38°0′27″N 99°30′20″O / 38.00750, -99.50556. Según la Oficina del Censo de los Estados Unidos, tiene una superficie total de 187.37 km², de la cual 187.28 km² corresponden a tierra firme y 0.09 km² están cubiertos de agua.

## Demografía
Según el censo de 2020, en ese momento había 51 personas residiendo en la zona. La densidad de población era de 0.3 hab./km². El 84.31 % de los habitantes eran blancos, el 3.92 % eran afroamericanos, el 9.80 % eran de otras razas y el 1.96% era de una mezcla de razas.